# Société d'histoire de la Baie-James
La Société d'histoire de la Baie-James (SHBJ), aussi connue sous le nom de Société d’histoire régionale de Chibougamau (SHRC), est un organisme sans but lucratif qui a pour mission de conserver et mettre en valeur le patrimoine historique de la ville de Chibougamau et de la région du Nord-du-Québec (Baie James, Eeyou Istchee, Nunavik).
La SHBJ est un service d'archives privées agréé par la BAnQ. Elle est membre de la Fédération Histoire Québec et du Regroupement des services d'archives privées agréés du Québec (RSAPAQ).

## Historique
La Société d’histoire régionale de Chibougamau (SHRC) est créée en 1977 et incorporée en 1979. Ronald Blackburn est le premier président de l'organisation. Jean-Claude Simard lui succède, pour une période de dix ans, et sera suivi par Monique Paradis, Jo-Ann Toulouse, Christian Claveau, Pierre Pelletier, Philippe D'Amboise et Frédéric Maltais.
La SHRC est, au départ, située dans l’ancienne bibliothèque municipale, sur la rue Wilson. L’organisme déménage à quelques reprises avant de s'installer, en 2002, dans le bâtiment de l’hôtel de ville de Chibougamau.
Depuis 1996, l'organisme possède le statut de service d’archives privées agréé qui lui est accordé par Bibliothèque et Archives nationales du Québec (BAnQ).

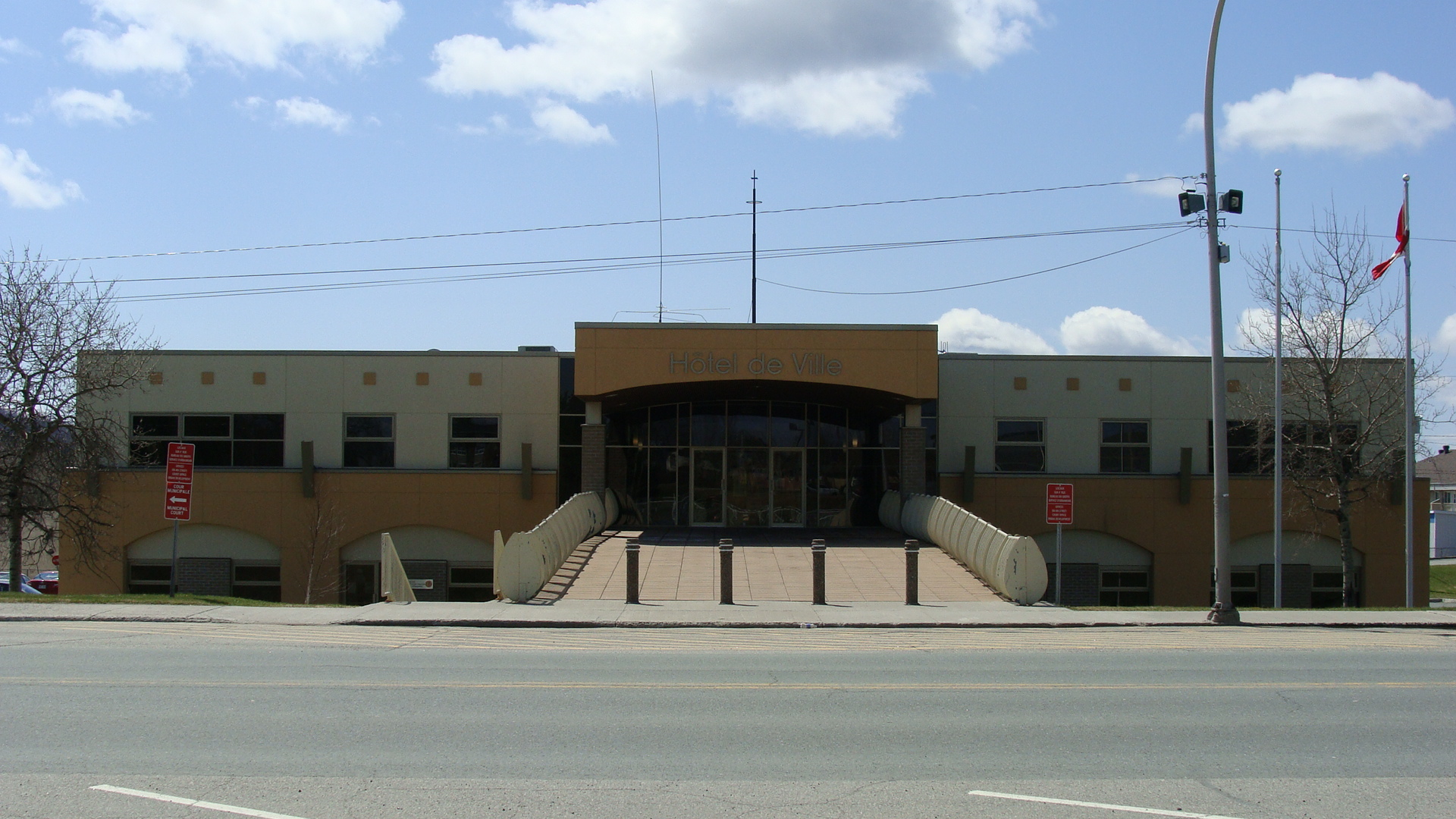
Hôtel de ville de Chibougamau, qui loge la Société d'histoire de la Baie-James.

En avril 2022, l'organisme change de nom et devient la Société d'histoire de la Baie-James (SHBJ). L'objectif est alors de mieux représenter son mandat régional.

## Archives
La SHBJ possède près de 200 fonds d'archives, l'équivalent de 76 mètres linéaires de documents textuels, plus de 97 000 documents iconographiques, plus de 10 000 cartes et plans, 5 667 heures d’images en mouvement, 232 heures d’enregistrements sonores et plus de 500 objets historiques.

### Liste des principaux fonds d'archives
| Cote | Titre du fonds ou de la collection                    |
| ---- | ----------------------------------------------------- |
| P1   | Collection Jos Chibougamau (Joseph Mann)              |
| P5   | Collection Société d'histoire de la Baie-James        |
| P6   | Fonds Jean-Claude Simard                              |
| P24  | Collection Nelson Bidgood                             |
| P33  | Fonds Godefroy de Billy                               |
| P42  | Fonds Rallye international d'autoneige de Chibougamau |
| P55  | Fonds Gilles O. Allard                                |
| P61  | Fonds Christian Claveau                               |
| P62  | Fonds Marcel "Jim" Lafrenière                         |
| P100 | Fonds Club d'escrime Scaramouche                      |
| P114 | Fonds Gérald Bolduc                                   |
| P121 | Fonds Mine Opémiska Minnova                           |
| P136 | Fonds Télévision communautaire régionale (TVCR)       |
| P171 | Fonds Thomas Fecteau et Françoise Gaudreau            |

## Activités

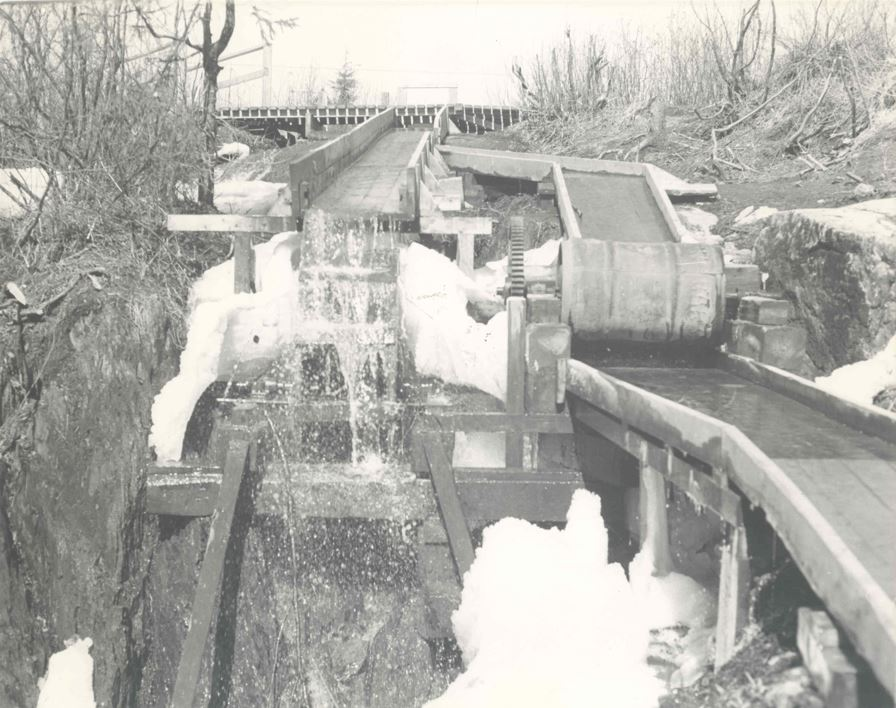
Première restauration du Moulin Fleury, 1978.

Ancien logo de l'organisme.

La Société d'histoire de la Baie-James travaille à la promotion de l'histoire et de la culture locale et régionale de diverses façons. En 1978 et en 1993, elle entreprend la restauration du Moulin Fleury de Chibougamau. Elle mène des projets de recherche, dont en 2015, la recension des œuvres du peintre Jean-Claude Simard, et en 2022, un historique de l'évolution du développement industriel du territoire jamésien,. En 2016 elle réalise l'inventaire du patrimoine bâti de la ville de Chibougamau et en 2018 celui de la Baie-James, pour le Répertoire du patrimoine culturel du Québec. En 2020 et 2021 elle lance trois séries de capsules de baladodiffusion portant sur des personnalités marquantes du territoire Jamésien, telles Maud Maloney-Watt, Jean-Baptiste Lebel ou Tim Whiskeychan. L'organisme réalise des expositions temporaires et virtuelles,, et contribue à l'encyclopédie libre Wikipédia,.